# Rigó-fedettcsőrű
A rigó-fedettcsőrű (Merulaxis ater) a madarak (Aves) osztályának a verébalakúak (Passeriformes) rendjébe, ezen belül a fedettcsőrűfélék (Rhinocryptidae) családjába tartozó faj.

## Rendszerezése
A fajt Rene Primevere Lesson francia orvos és ornitológus írta le 1831-ben.

## Előfordulása
Brazília délkeleti részén honos. Természetes élőhelyei a szubtrópusi és trópusi síkvidéki és hegyi esőerdők. Állandó, nem vonuló faj.

## Megjelenése
Testhossza 18 centiméter.
|  |  |

## Természetvédelmi helyzete
Az elterjedési területe elég nagy, egyedszáma viszont csökken, de még nem éri el a kritikus szintet. A Természetvédelmi Világszövetség Vörös listáján nem fenyegetett fajként szerepel.